# Angelina Love
Angelina Love, pseudonimo di Lauren Williams (Toronto, 13 settembre 1981), è una wrestler canadese.
È stata la prima lottatrice della TNA a conquistare sei regni (sei titoli) del TNA Knockouts Championship, titolo che ha detenuto tra il 2009 e il 2014, primato successivamente superato da Gail Kim con sette regni (sette titoli) nel 2016. Angelina ha inoltre vinto una volta il TNA Knockouts Tag Team Championship in coppia con Winter (Katarina Waters) aggiudicandosi il titolo vacante in un torneo trasmesso nell’episodio di Impact! del 23 dicembre 2010.

## Carriera nel wrestling
Angelina Love fece il suo debutto nel wrestling il 29 febbraio 2000 nella Hardcore Wrestling Federation in Ontario, lottando in diverse promotions indipendenti in tutto il Canada con il ring name Angel Williams. Il suo wrestler preferito di sempre è stato Shawn Michaels, che la ispirò ad intraprendere la carriera nel wrestling. Iniziò come valletta accompagnando wrestler come Chris Sabin ed Eric Young per poi intraprendere un percorso di allenamento con Rob Fuego. Per diventare a sua volta una wrestler lavorò brevemente per la Total Nonstop Action Wrestling nel 2004, apparendo principalmente su TNA Xplosion, dove affrontò Trinity in vari match televisivi.

### World Wrestling Entertainment (2004-2007)

#### Deep South Wrestling (2004-2007)
Angelina Love stava lavorando per le promozioni in America quando la World Wrestling Entertainment le offrì un tryout nel giugno del 2004, cioè un provino o un'opportunità di dimostrare le proprie capacità atletiche e di intrattenimento davanti ai responsabili della compagnia. Nel novembre dello stesso anno si allenò nella Ohio Valley Wrestling e a fine 2004 firmò un contratto di sviluppo con la WWE. Fu assegnata alla Deep South Wrestling (DSW), uno dei centri della WWE dove lottava e si allenava. Nell’estate del 2005 diventò manager di Johnny Parisi. L’8 settembre 2005 vinse il suo primo match presso il Deep South Wrestiling sconfiggendo Michelle McCool. Il 22 settembre 2005 avrebbe dovuto affrontare nuovamente la McCool, ma poiché quest’ultima non si presentò sul ring, fu sostituita da Daisy Mae, che la sfidò nello stesso incontro. La Williams si infortunò il 9 febbraio 2006 durante i tapings TV della Deep South Wrestling (DSW), cioè le sessioni di registrazione degli episodi televisivi in cui si registrano più match in una sola giornata per poi trasmetterli in momenti successivi. Nonostante ciò, partecipò al primo Bikini Contest della DSW, ma non riuscì a mostrare il suo bikini perché interrotta da Palmer Cannon.
Il 28 febbraio 2006 subì un intervento chirurgico al ginocchio a Birmingham, in Alabama dopo quasi sette mesi di riabilitazione fece ritorno sul ring della DSW.
Nel novembre 2006, Williams assunse il ruolo di manager dei Gymini, un tag team cioè una squadra composta da due wrestler che competono insieme alternandosi sul ring tramite il “tag”, il tocco che permette il cambio durante il match; il tag team fu licenziato nel gennaio 2007. In seguito, intraprese un feud con la General Manager della DSW, Krissy Vaine, dopo che quest’ultima le fece perdere diversi incontri. Esasperata dalle numerose sconfitte, la Williams attaccò la Vaine nel suo ufficio.
Il 15 marzo 2007 Williams fu promossa a co-GM della Deep South Wrestling, ovvero co-general manager, una figura dirigenziale che condivide la gestione e l'autorità decisionale dello show con un altro general manager.

#### Ohio Valley Wrestling (2007)
Quando la Deep South Wrestling chiuse ad aprile, Williams fu trasferita alla Ohio Valley Wrestling. Fece il suo debutto in un dark match il 16 maggio 2007 a Louisville, sconfiggendo Serena. Tuttavia, fu licenziata dalla compagnia il giorno successivo.

### Circuito Indipendente (2007)
Dopo la fine degli impegni con la WWE nel maggio del 2007, Williams lottò in Messico nella Asistencia Asesoría y Administración (AAA) utilizzando il ring name Canadian Angel. Inoltre disputò alcuni match per le promotions indipendenti come NWA: Extreme Canadian Championship Wrestling e Full Throttle Wrestling.

### Asistencia Asesoría y Administración (2007-2011)
Nel giugno del 2007 Williams fece numerose apparizioni per la promotion messicana Asistencia Asesoría y Administración (AAA) come membro della La Legión Extranjera (Legione Straniera), utilizzando il ring name Canadian Angel. Tornò nella promotion il 18 giugno 2011, in occasione di TripleManía XIX, dove, in team con Mickie James, Sexy Star e Velvet Sky, sconfisse Cynthia Moreno, Faby Apache, Mari Apache e Lolita in un eight-woman tag team match.

### Total Nonstop Action Wrestling (2007-2009)

#### The Beautiful People (2007-2009)

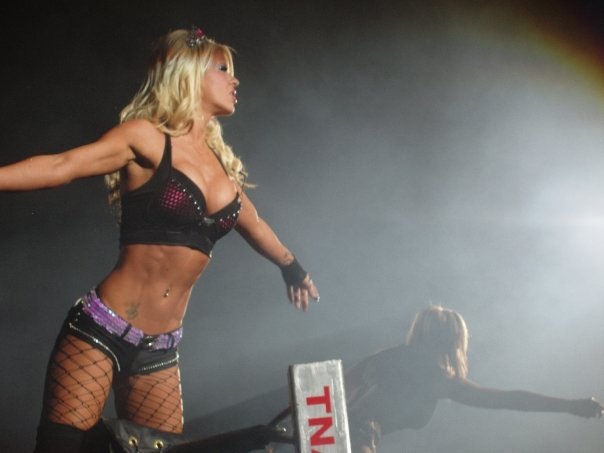
Angelina nel 2009

Nel settembre del 2007, fu contattata nuovamente dalla TNA per apparire al loro pay-per-view: TNA Bound for Glory. A Bound For Glory, la Williams partecipò ad una Gauntlet 10 Knockout per incoronare la prima TNA Knockouts Champion. Durante la gara, fu eliminata da ODB e Gail Kim, che alla fine vinse il match. A Genesis, la Williams partecipò ad un four-way match per il TNA Knockouts Championship nel quale Gail Kim conservò il suo titolo.

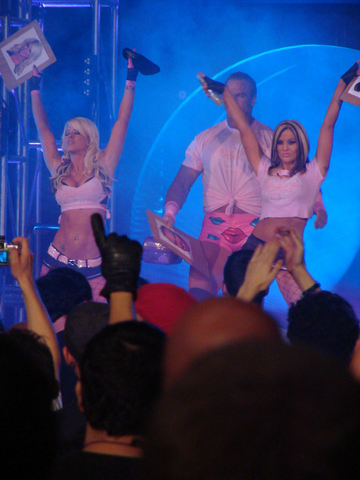
The Beautiful People nel 2008

La Williams iniziò ben presto a competere con il ring name di "Angelina Love" e strinse un'alleanza con Velvet Sky. Le due Knockout, all'inizio, si facevano chiamare "Velvet-Love Entertainment", ma successivamente cambiarono il nome in "The Beautiful People". Il duo sconfisse ODB e Roxxi Laveaux a Turning Point in un Knockouts Tag Team match. Le Beautiful People compirono il loro heel nell'edizione di Impact del 13 marzo attaccando la Laveaux. La Love a Lockdown partecipò al primo "Queen of the Cage" match, dove fu schienata dalla Laveaux, e fu il runner-up nel Make Over battle royal-ladder match a Sacrifice. Successivamente provocò la sconfitta di Gail Kim in un match contro Awesome Kong, valevole per il titolo. A Slammiversary le Beautiful People con Moose disputarono un match contro la squadra di Laveaux, ODB e Kim, dove furono sconfitte. A Victory Road la Love perse con Gail Kim in un singles match. A Hard Justice collaborò con Velvet Sky e Awesome Kong perdendo contro Gail Kim, ODB e Taylor Wilde, e poi sfidò senza successo Taylor Wilde a No Surrender per il TNA Women's Knockout Championship. Nel mese di agosto 2008 e febbraio 2009 Cute Kip e Madison Rayne si unirono alla Love e alla Sky nelle Beautiful People.

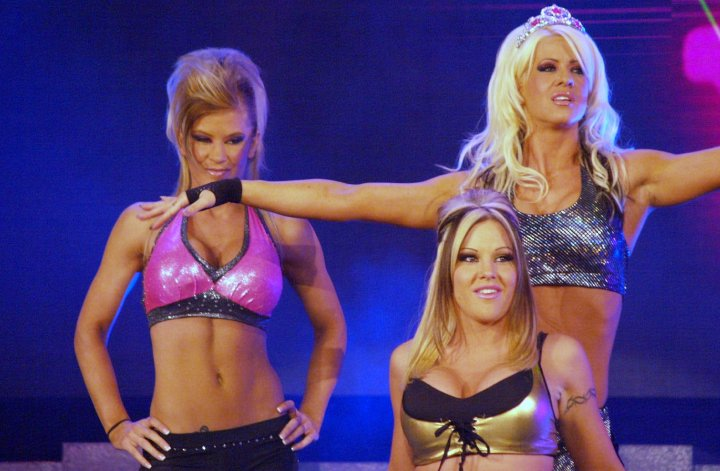
The Beautiful People nel 2009

La Love guadagnò un'altra shot al Women's Knockout Championship e a Lockdown, in un 3-Way Dance con Awesome Kong e Wilde, vinse il match e il titolo, dopo aver schienato la Wilde. Durante il match subì una commozione cerebrale. La settimana successiva, Awesome Kong interruppe la sua celebrazione. In seguito, la Kong distrusse Madison Rayne, Velvet Sky, e Cute Kip in vari Stretcher matche. A Sacrifice, la Love mantenne il suo titolo contro Awesome Kong, e nell'edizione del 28 maggio di Impact! difese con successo il suo titolo contro Sojournor Bolt. Dopo il match prese letteralmente a calci Kip dalle Beautiful People, e poi fu aggredita dalla debuttante Tara. A Slammiversary la Love difese con successo il suo titolo contro Tara, ma nell'edizione di Impact! del 9 luglio 2009 non riuscì nella stessa impresa. A Victory Road, tuttavia, la Love riconquistò il titolo schienando in modo irregolare Tara. A Hard Justice la Love perse il titolo di Knockout a favore di ODB dopo che Cody Deaner schienò Velvet Sky in un tag team match. Il 3 settembre 2009, la Williams fu licenziata dalla TNA a causa di problemi di visto. Tuttavia, il 7 settembre 2009, la Williams postò un blog sul suo account MySpace in cui affermò che sarebbe tornata alla TNA Wrestling, una volta risolti i problemi con il visto.

### Women Superstars Uncensored (2009–2010)
Dopo la fine degli impegni contrattuali con la TNA, la Williams lavorò per la Women Superstars Uncensored (WSU), dove si esibì con il ring name di Angelina Love. Il 14 novembre 2009, sfidò Mercedes Martinez per il WSU Championship ma venne sconfitta. Il 12 dicembre collaborò con Jennifer Cruz per sconfiggere Jana e Rick Cataldo in un tag team match. Dopo il ritorno in TNA, la Williams fece un'altra apparizione nella WSU, battendo Sassy Steffi.

### Ritorno in TNA (2010-2012)

#### Faida con le The Beautiful People (2010)

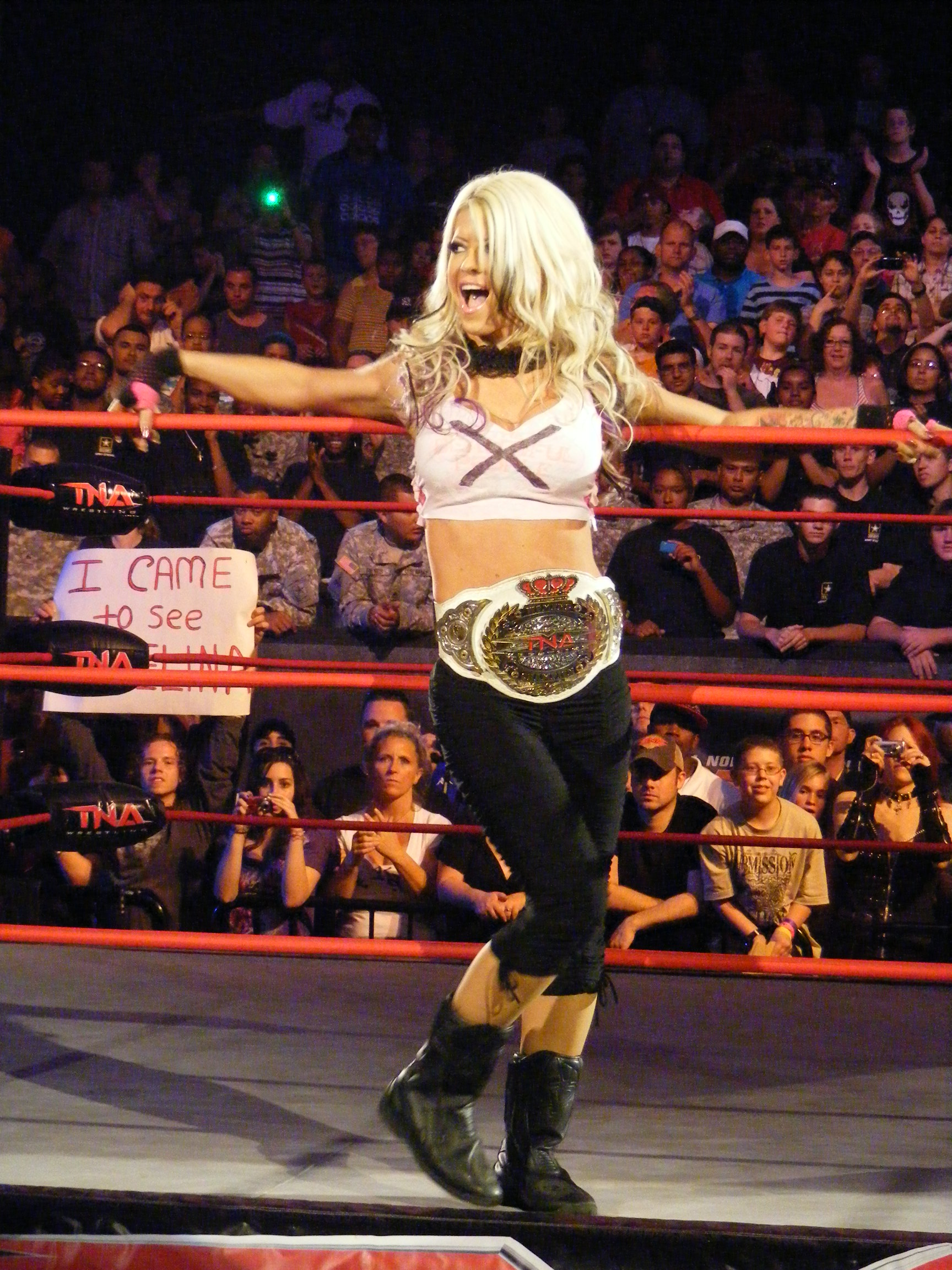
Angelina come Knockout Champion

Il 2 gennaio 2010 fu reso noto che la Williams aveva rinnovato il suo contratto con la TNA. La Williams, con il ring name Angelina Love, fece il suo ritorno nell’edizione del 14 gennaio di Impact!, apparendo tra il pubblico e abbracciando Velvet Sky e Madison Rayne prima del loro match contro Awesome Kong e Hamada. Tuttavia, dopo l’incontro, compì un turn face attaccando le sue ex partner e Lacey Von Erich, che l’aveva sostituita nel gruppo. Fece il suo ritorno sul ring la settimana successiva, sconfiggendo Rayne, ma fu poi aggredita dalle Beautiful People. Nell’edizione del 4 febbraio di Impact!, tentò senza successo di conquistare il TNA Women's Knockout Championship, venendo sconfitta da Tara. Nell’episodio dell’8 marzo, Love e Tara formarono un’alleanza per contendersi i Knockout Tag Team Championship vacanti, ma furono sconfitte da Rayne e Sky a causa dell’interferenza di Daffney. Il 5 aprile, in un’edizione di Impact!, Love partecipò con Tara, ODB e Hamada al primo Lockbox Elimination Match della storia. Love eliminò Lacey Von Erich e vinse una delle chiavi, che aprì la scatola contenente il Knockout Championship, rendendola campionessa per la terza volta. A Lockdown, Love perse il titolo contro Madison Rayne, che schienò Tara in un Steel Cage Match di coppia valido sia per il titolo singolo femminile che per quello di coppia. Al termine dell’incontro, Tara attaccò Love, segnando un turn heel. Durante i tapings del 20 aprile, la Williams subì un infortunio al braccio. Tornò il 17 giugno a Impact!, dichiarando la propria intenzione di riconquistare il titolo e promettendo di eliminare una per una le Beautiful People. Nella stessa serata affrontò Lacey Von Erich, ma fu squalificata dopo aver eseguito una DDT su una sedia d'acciaio. Anche la settimana successiva, il match contro Velvet Sky terminò con una squalifica. L’11 luglio, a Victory Road, Love sconfisse Rayne per squalifica in un Title vs. Career match, vincendo così il Knockout Championship per la quarta volta. Prima del match, era stato stabilito che il titolo sarebbe cambiato di mano anche in caso di interferenza da parte di Velvet Sky o Lacey Von Erich. Tuttavia, il 22 luglio a Impact! il titolo fu restituito a Rayne, poiché non fu possibile dimostrare che la persona intervenuta nel match fosse effettivamente una delle due. La settimana successiva, Angelina Love sconfisse Sarita e divenne nuovamente contendente numero uno. Due settimane dopo, sconfisse Madison Rayne e conquistò il titolo per la quinta volta. Il 19 agosto a Impact!, difese con successo il titolo nel rematch contro Rayne, accompagnata da Velvet Sky. Durante il match, Rayne fu affiancata da una misteriosa motociclista che, nel post-match, attaccò Love e Sky. Nell’episodio del 2 settembre, la motociclista fu smascherata: si trattava di Tara. Il 16 settembre, Lacey Von Erich si riunì temporaneamente alle Beautiful People dopo essere stata salvata da Rayne e Tara, ma lasciò la compagnia due mesi dopo, l’11 novembre. Il 10 ottobre, a Bound for Glory, Love perse il titolo in un Four Corners Match contro Tara, che includeva anche Velvet Sky e Madison Rayne. Il match fu arbitrato da Mickie James.

#### Storyline con Winter (2010-2012)

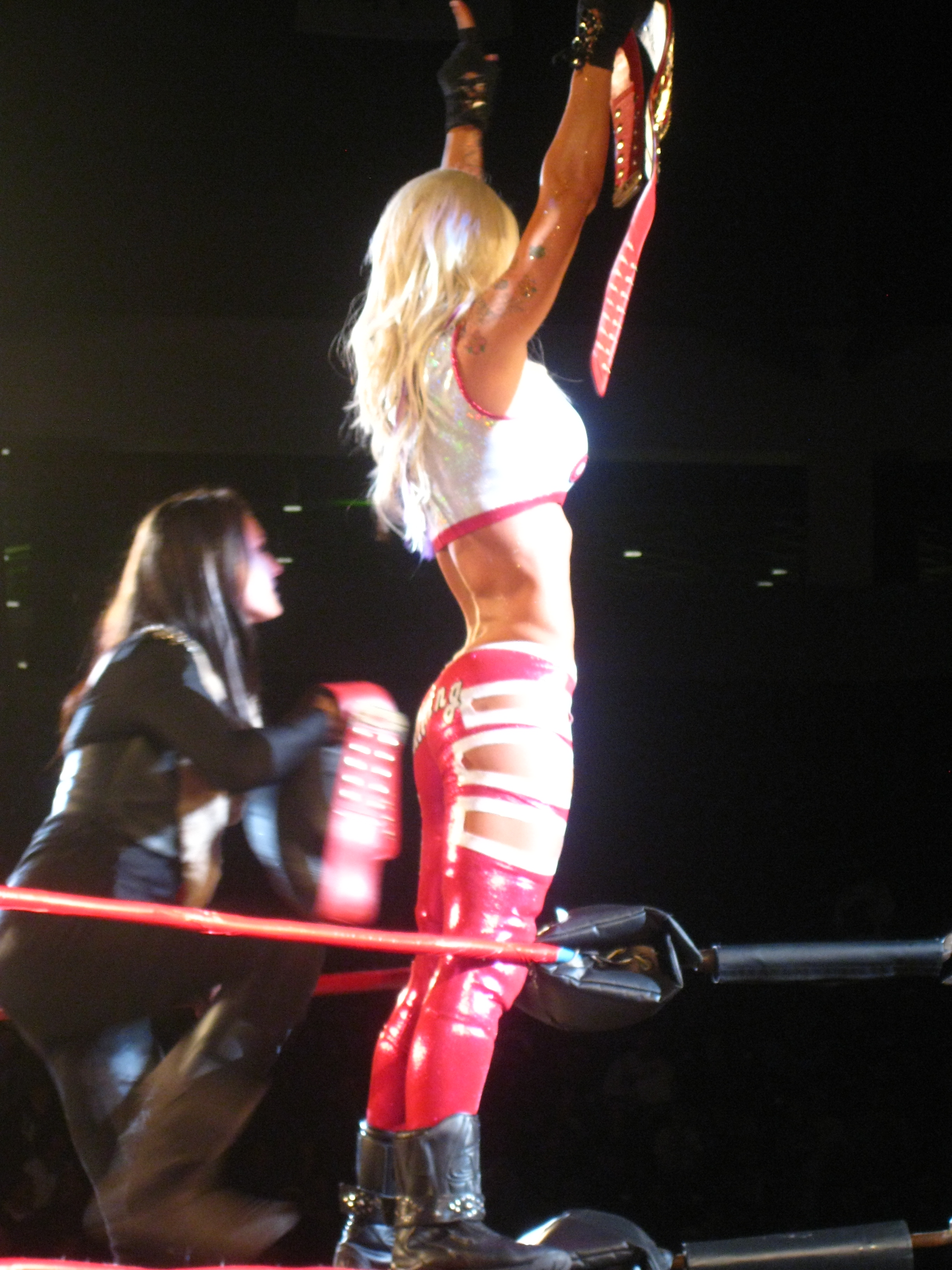
Angelina e Winter nel 2011

Nell’edizione del 21 ottobre 2010 di Impact!, Angelina Love prese parte a una nuova storyline in cui una misteriosa donna di nome Winter iniziò ad apparire riflessa negli specchi, dichiarandosi una sua grande fan. Inizialmente, solo la Love poteva vederla. Dopo alcune settimane, Winter apparve anche ad altri membri del roster: nella puntata del 25 novembre 2010, intervenne infatti in suo aiuto durante una rissa nel backstage. Nell’edizione del 9 dicembre 2010 di Impact!, Angelina Love e Velvet Sky parteciparono a un torneo a quattro squadre per il Knockout Tag Team Championship vacante, sconfiggendo Sarita e Daffney nel primo turno. Il 23 dicembre 2010, Winter sostituì Velvet Sky — precedentemente attaccata da Sarita — nella semifinale del torneo. Nella finale, andata in onda la stessa sera, Winter e Love sconfissero Madison Rayne e Tara, conquistando i titoli di coppia. Il 13 marzo 2011, a Victory Road, Love e Winter persero i titoli contro Sarita e Rosita. Nel frattempo, la storyline prese una piega più oscura: nell’episodio del 24 febbraio 2011 di Impact!, sembrò che Winter esercitasse un controllo mentale su Angelina Love, la quale appariva apatica e incapace di reagire. La Love non intervenne per salvare Velvet Sky da un’aggressione, alimentando i sospetti di manipolazione da parte di Winter. Il 7 aprile 2011, durante un match valido per i titoli di coppia, Angelina Love abbandonò Velvet Sky sul ring, lasciandola alla mercé di Sarita e Rosita, compiendo così un turn heel. Il 28 aprile 2011 a Impact!, Love sconfisse Velvet Sky in un match singolo. Il 5 maggio 2011, Sky ottenne una piccola rivincita partecipando con Kurt Angle a un handicap mixed tag team match contro Angelina Love, Winter e Jeff Jarrett, uscendone vincitrice. Il 19 maggio 2011, Love fu nuovamente sconfitta da Velvet Sky. La settimana seguente, Angelina Love accompagnò Winter nel match contro Mickie James. Il 2 giugno 2011, Love ottenne una vittoria contro Miss Tessmacher. Tuttavia, a Slammiversary (12 giugno 2011), perse un match titolato contro Mickie James per il Knockout Championship. Il 30 giugno 2011, fu schienata da Mickie James in un Elimination Tag Team Match. Il 21 luglio 2011, partecipò con Winter a un segmento che coinvolse Velvet Sky e Mickie James. Il 25 agosto 2011, fu sconfitta in un match di coppia da Velvet Sky, venendo poi attaccata da Sarita e Rosita. Due settimane dopo, Love e Winter ottennero una vittoria contro Mickie James e Velvet Sky in un match di coppia. Il 15 settembre 2011, Angelina Love perse un Queen Qualifier Match contro Velvet Sky. Il 20 ottobre 2011, insieme a Winter, perse contro Tara e Miss Tessmacher in un match valido per i titoli di coppia. Il 17 novembre 2011, Love eliminò Velvet Sky in un Gauntlet Match, ma fu poi eliminata da Mickie James. Nella puntata successiva, partecipò a un Six Knockouts Thanksgiving Thong Thunder Lingerie Match, insieme a Winter e Madison Rayne, nel quale quest’ultima fu schienata da Velvet Sky. Successivamente, Angelina Love si allontanò dalle scene per alcuni mesi. All’inizio del 2012 tornò a Impact! dando inizio a una breve faida con Eric Young e ODB, che si concluse pochi mesi dopo.
Il 5 aprile partecipò a un match per determinare la sfidante della campionessa Gail Kim: a vincere fu Velvet Sky, che ottenne l'opportunità titolata. Questo fu il suo ultimo incontro in TNA: nel mese di luglio chiese e ottenne la risoluzione del contratto con la compagnia.

### Secondo ritorno in TNA (2014-2017)

#### Reunion delle Beautiful People (2014-2015)

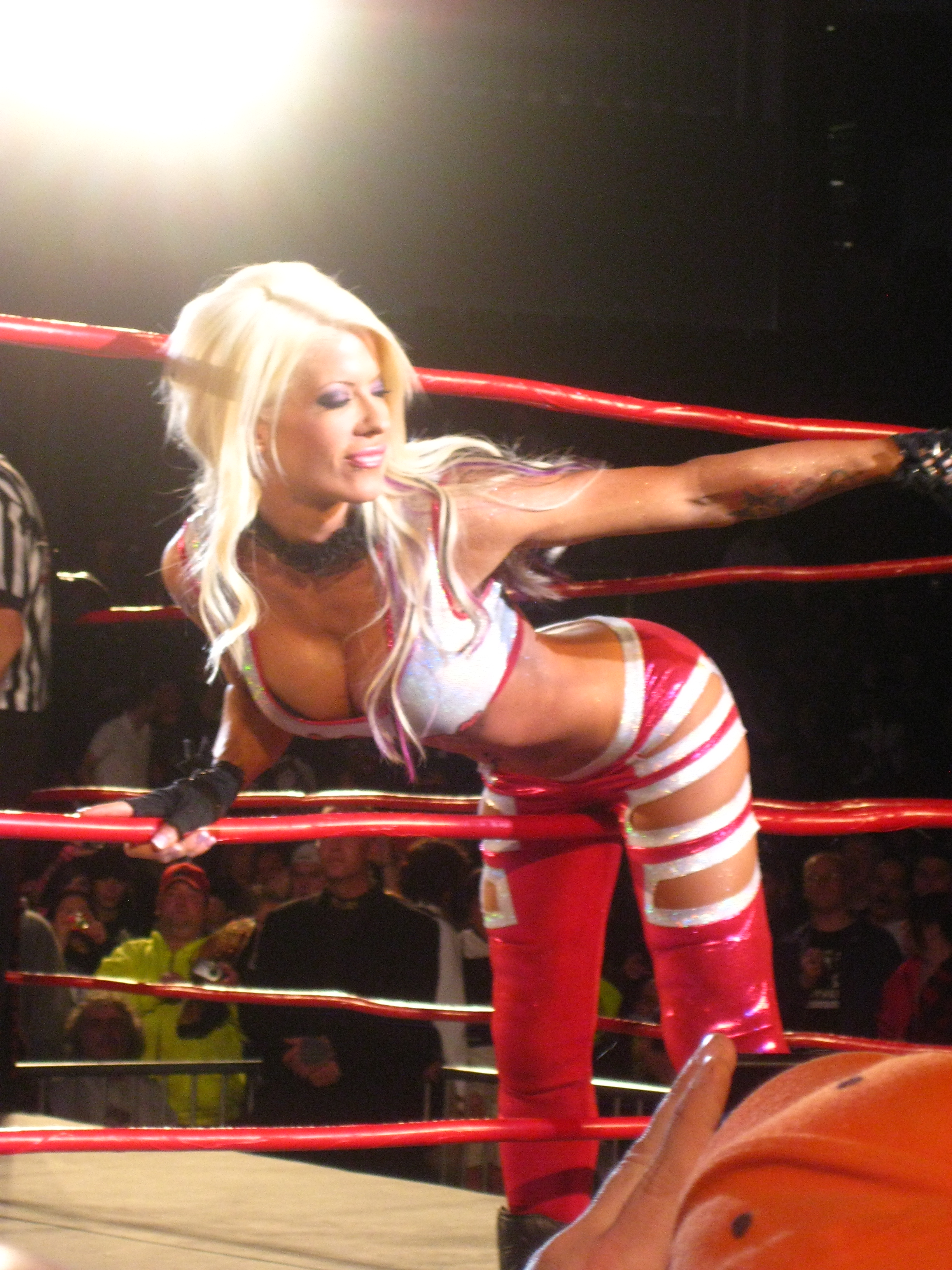
La tipica entrata sul ring della Love

Nell’episodio di Impact! del 10 luglio 2014, Angelina Love prese parte a un Fatal 4-Way match valido per il titolo Knockouts, insieme a Gail Kim, Brittany e Madison Rayne: il match fu vinto da Gail Kim. Successivamente, nell’episodio del 14 agosto 2014, partecipò a un altro Fatal 4-Way match per lo stesso titolo, affrontando nuovamente Gail Kim, Taryn Terrell e Velvet Sky; anche in questo caso a prevalere fu Gail Kim. A Hard Justice (agosto 2014), Angelina affrontò Gail Kim in un Last Knockout Standing match, uscendo sconfitta e non riuscendo a conquistare il titolo. Il 17 settembre 2014, durante lo speciale No Surrender, prese parte a una Knockout Battle Royal per determinare la nuova contendente n.º1 al titolo Knockouts: il match fu vinto da Havok, che eliminò tutte le altre partecipanti, inclusa Angelina Love. Nell’episodio dell’8 ottobre 2014, Angelina partecipò a un Triple Threat n.º1 Contender match contro Madison Rayne e Taryn Terrell, venendo sconfitta da Madison Rayne. Il 15 ottobre 2014, in un match di squadra, Angelina, insieme a DJ Z e Jessie Godderz, fu sconfitta da Crazzy Steve, Knux e Rebel. Il 22 ottobre 2014, affrontò Rebel in un match che terminò con un No Contest, senza vincitori né sconfitti. Una settimana dopo, il 29 ottobre 2014, le Beautiful People (Angelina Love e Velvet Sky) ottennero una vittoria contro Madison Rayne e Taryn Terrell in un match di coppia. Dopo una breve pausa, Angelina tornò in azione il 7 gennaio 2015, prendendo parte a una Championship Knockout Battle Royal, vinta dalla campionessa Taryn Terrell. Nell’episodio successivo, del 16 gennaio 2015, le Beautiful People sconfissero Brooke e Taryn Terrell in un altro tag team match. Tuttavia, il 23 gennaio 2015, la storyline portò al “licenziamento” di Velvet Sky, sancendo di fatto lo scioglimento delle Beautiful People.

#### Faida con Velvet Sky (2015-2016)
Nell’episodio di IMPACT! del 20 febbraio 2015, Angelina Love perse un match contro Taryn Terrell valido per il titolo Knockouts, senza riuscire a conquistare la cintura. Una settimana dopo, nel programma del 27 febbraio, Angelina e Robbie E sconfissero la coppia composta da Chris Melendez e Brooke.
Nel corso dell’episodio del 3 aprile 2015, Angelina fu sconfitta da Gail Kim. Successivamente, il 24 aprile, partecipò a un Fatal-4-Way N°1 Contender Match contro Brooke, Gail Kim e Madison Rayne; la vittoria andò a Brooke.
L’episodio dell’8 maggio 2015 segnò un momento di svolta, quando Angelina fu attaccata dalla rientrante Velvet Sky, dando così inizio a una faida tra le due. La rivalità proseguì fino al 24 giugno 2015, quando Angelina fu sconfitta da Velvet Sky, la quale così fece il suo ritorno ufficiale nella divisione Knockouts.

#### Varie faide (2016-2017)
Nel marzo 2016 Angelina Love annunciò su Twitter che il suo contratto con TNA era scaduto durante la gravidanza e che non faceva più parte della compagnia, confermando l’intenzione di tornare in azione da giugno. Durante la pausa, diede alla luce il suo primo figlio e rientrò nel circuito indipendente a partire dall’estate di quell’anno. Nel gennaio 2017, Angelina Love fece ritorno in TNA/Impact Wrestling, sconfiggendo Madison Rayne durante le registrazioni di One Night Only: Rivals; poco dopo, nell’episodio televisivo di Impact! del 9 febbraio, apparve tra il pubblico e attaccò Alisha Edwards, moglie di Eddie Edwards, dopo che suo marito Davey Richards (marito di Angelina) aveva influito negativamente sull’incontro; la Love consolidò il ruolo da heel agendo in coppia con Richards, scontrandosi successivamente con Eddie e Alisha. Nel corso dell’11 maggio, Angelina fu sconfitta da Alisha Edwards per squalifica in un match diretto; posteriormente, nel PPV Slammiversary XV, Love e Richards affrontarono Eddie e Alisha Edwards in un Full Metal Mayhem match e ne uscirono sconfitti, segnando la chiusura di quella faida. Infine, nel 12 agosto 2017 Angelina Love annunciò di aver chiesto e ottenuto la release da Impact Wrestling, concludendo ufficialmente il suo contratto e la storyline in quel periodo.

### Ritorno al circuito indipendente (2017-2019)
Nel periodo luglio 2017 Angelina Love cominciò a ricomparire nel circuito indipendente: il 29 luglio 2017 vinse il titolo femminile PWP (Pro Wrestling Pride)  sconfiggendo Bobby Taylor, ma lo perse il giorno seguente in una three‑way dance ; il 4 agosto si impose su Jayde per HOPE Wrestling  ; il 5 agosto 2017 partecipò a Leicester Championship Wrestling dove, in coppia con Barbie Rogue, ottenne una vittoria su Bobbi Tyler e Jayde; il 21 ottobre 2017 fu sconfitta da Delilah Doom durante un evento DWO; il 3 febbraio 2018 perse contro Tenille Dashwood a WrestlePro Brace For IMPACT ; il 14 aprile 2018 sconfisse Gia Scott in un evento MCW; il 18 maggio 2018 ebbe l’opportunità per il PPW Women’s title ma fu sconfitta dalla campionessa Allie Recks; il 9 giugno 2018 partecipò allo ZERO1 USA Supreme dove perse il match titolato contro la campionessa Savanna Stone, non riuscendo a conquistare il titolo. Nel 2019 Angelina, affiancata da Velvet Sky e Mandy Leon, fece il suo debutto in Ring of Honor (ROH) formando la stable “The Allure”: debuttarono al G1 Supercard del 6 aprile 2019 attaccando Kelly Klein, Jenny Rose e Stella Grey; il 28 giugno 2019 ad ROH Best in the World vinsero un tag match  contro Kelly Klein e Jenny Rose; il 27 settembre ad ROH Death Before Dishonor Angelina sconfisse Kelly Klein diventando ROH Women of Honor Champion per la prima volta, salvo perdere il titolo quindici giorni dopo a Glory By Honor XVII, quando Klein lo riconquistò. La stable Allure continuò a competere in ROH fino al termine del 2019.

### Ring of Honor (2019-2022)
Angelina Love fece il suo ritorno in Ring of Honor (ROH) nel 2019, dopo anni di esperienza in altre federazioni come TNA/Impact Wrestling. Durante il suo periodo in ROH, fu principalmente coinvolta nella divisione femminile, partecipando a match singoli e feud importanti che contribuirono a rafforzare il roster femminile della compagnia. Nel corso di questi anni, Angelina prese parte a storyline di rilievo, collaborando con altre wrestler del circuito indipendente e internazionale. Sebbene non abbia conquistato il titolo femminile ROH, la sua presenza e la sua esperienza hanno aggiunto valore e visibilità alla divisione. Angelina Love ha lasciato ufficialmente Ring of Honor nel 2022, segnando la fine di questo capitolo della sua carriera e aprendo la strada a nuove opportunità nel mondo del wrestling professionistico.

### National Wrestling Alliance (2022–2023)
Angelina Love ha debuttato nella National Wrestling Alliance (NWA) nell’aprile 2022, partecipando a diversi eventi e match contro avversarie come Tootie Lynn, Taya Valkyrie e KiLynn King; nel 2023 ha preso parte all’NWA Crockett Cup facendo coppia con Max the Impaler per il titolo NWA Women's World Tag Team Championship, ma senza conquistare le cinture, e ha lasciato la federazione a luglio 2023.

## Personaggio

### Mosse finali
- Botox Injection (Bicycle Superkick) – dal 2006
- Break a Bitch (Inverted facelock transitioned into a double knee backbreaker) – dal 2011
- Cramp (Modified camel clutch) – 2006–2007, 2011
- Lights Out (Lifting reverse STO) – 2007–2011

### Soprannomi
- "The Queen Diva"

### Musiche d'ingresso
- "Papercut" dei Linkin Park (Circuito indipendente)
- "Girlfriend" di Dale Oliver (TNA; 2004)
- Angel on My Shoulder DI Dale Oliver (TNA/Circuito indipendente; 2007–2011, 2013-2016)
- "Hands of Wicked" di Goldy Locks (TNA; 2011-2012, usata in team con Winter)
- "Unhinged" di Dale Oliver (TNA; 2010, 2011-2012)
- "Computer Warning" di Gravity's Edge (SHINE)

## Titoli e riconoscimenti
Impact Wrestling Federation
- Manager of the Year (2000)

Old School Pro Wrestling
- OSPW Women's Championship (1)

Pro Wrestling Illustrated
- 2º tra le 50 migliori wrestler femminili nella PWI 50 (2009, 2010)
- Woman of the Year (2009, 2010)

Total Nonstop Action Wrestling
- TNA Knockouts Championship (6)
- TNA Knockouts Tag Team Championship (1) – con Winter